# 否定と肯定
『否定と肯定』（ひていとこうてい、英: Denial）は2016年のイギリス・アメリカ合衆国の歴史映画。
デボラ・E・リップシュタットの書籍『否定と肯定 ホロコーストの真実をめぐる戦い』を原作として、アーヴィング対ペンギンブックス・リップシュタット事件を扱い、ホロコースト学者のリップシュタットがホロコースト否定論者のデイヴィッド・アーヴィングに名誉毀損で訴えられた裁判の様子を描く。ミック・ジャクソン監督、デヴィッド・ヘアー脚本で、リップシュタットをレイチェル・ワイズ、アーヴィングをティモシー・スポールが演じ、その他トム・ウィルキンソン、アンドリュー・スコット、ジャック・ロウデン、カレン・ピストリアス、アレックス・ジェニングスなどが出演した。
作品は、2016年9月11日にトロント国際映画祭でお披露目された。アメリカ合衆国ではブリーカー・ストリート配給で2016年9月30日に公開され、イギリスではエンターテインメント・ワン配給で2017年1月27日に公開された。日本ではツイン配給で、2017年12月8日に公開され、合わせてリップシュタットの原作も刊行された。

## ストーリー
アメリカの女性ユダヤ人ホロコースト研究家のリップシュタット教授は、ナチス・ドイツ学者のデイヴィッド・アーヴィングを攻撃する論を展開した。アーヴィングはリップシュタットの講演会に乗り込み、著書で誹謗したとして激しく攻撃する。その後アーヴィングはイギリスで、リップシュタットの著作の中で自分がホロコースト否定論者と呼ばれたとして、彼女とその出版社を相手取り、名誉毀損訴訟を起こす。自分が女性でユダヤ人だから標的にされたのだろうと推測しながらも、アメリカのようにアーヴィングが立証責任を負うものと考えていたリップシュタットは、イギリスの名誉毀損訴訟では被告側が立証責任を負うため、アーヴィングがホロコーストに関して嘘をついていると立証する必要があることを知る。イギリスでの訴訟のため、リップシュタットは「ダイアナ妃の弁護人」事務弁護士のアンソニー・ジュリアス、そしてジュリアスが紹介した法廷弁護士のリチャード・ランプトンが率いるリップシュタット側のチームと戦うことにするが、事務弁護士と法廷弁護士が分かれる訴訟制度、予め法廷での質問事項を相手に予告するなどの本国との訴訟制度の違いに戸惑う。
相手方の守りに備え、リップシュタットとランプトンは、地元の学者と共にポーランドのアウシュヴィッツ＝ビルケナウ強制収容所を訪れる。一方法律チームは、提出予定の証拠の写しをアーヴィングに手交し、アーヴィングの個人的な日記の提出を要請する。アーヴィングは承知するが、書斎に保存してある20年分の日記帳を見せ、裁判までに読破できるのかと嘲笑する。リップシュタットは、アウシュヴィッツ収容所見学時に周囲を散歩して遅刻し、犠牲者への追悼もそこそこに案内役の学者に厳しく質問を浴びせるランプトンの無礼さに苛立ち、勝機を奪うとして彼女の裁判への関与を減らそうとするチームにも失望する。また、資金集めのために会食したイギリスのユダヤ人たちからは、アーヴィング説の宣伝を避けたいとして、示談に持ち込んでほしいと頼まれる。彼女のチームはアーヴィングの言動を止めるため、彼のエゴを訴えることに決め、彼が好都合になる陪審制ではなく、判事による公判に持ち込もうとして幸先の良いスタートを切る。
チームで臨んだリップシュタットたちに対し、アーヴィングは弁護士を雇わず、自分ひとりで法廷に立つことを選ぶ。また並べられた証拠を捻じ曲げ、自身の防衛に使おうと画策する。アウシュヴィッツの「ガス室とされる場所」が何であったかについての主張も、遺体安置所、防空壕と攻撃を受けるたびに変遷していく。リップシュタットはホロコースト生還者のひとりから自分たちに証言をさせるよう求められ承知するが、法律チームは証言は断り、アーヴィングとの公判に集中するよう強く要求する。
アーヴィングはアウシュヴィッツにガス室があったという証拠を、屋根にツィクロンBを導入する穴が見つからないとして、信用しようとしない。彼の耳に優しい「穴が無ければ、ホロコーストも無い」（英: "no holes, no holocaust"）という言葉は、メディアで広く取り上げられる。これに激怒したリップシュタットは、自身やホロコーストからの生還者を法廷で証言させるよう再度求める。怒ったジュリアスは、反対尋問で利用され、アーヴィングに酷く傷付けられるだけだと反論する。実際彼はホロコースト生還者を「腕の刺青でいくら稼いだのか」と嘲笑する発言をしたことがあった。そんな折、とっておきのワインを手に彼女の部屋を訪れたランプトンに、リップシュタットは自分が彼を誤解していたと謝罪する。法廷でランプトンは、アウシュヴィッツでの実地調査をもとに、アーヴィングに熟練の技で反対尋問を展開し、その主張の不条理さを明らかにしたのだった。また専門家の証言から、彼の著作に歪曲があることも分かる。アーヴィングの日記に、露骨な人種差別的記載があることも明らかになる。
結審に当たって裁判官は、アーヴィングが純粋に自説を信じているのなら、それが事実と反するとしても嘘をついているとは言い切れないとし、リップシュタットの法律チームには動揺が走る。その後高等法院のチャールズ・グレイ判事は、被告側の言説を認める判決を言い渡す。リップシュタットはその堂々とした態度で賞賛され、法律チームの面々は、公判中自分が沈黙を貫いたにもかかわらず、彼女の著述がアーヴィングの嘘を論破し、勝利への基礎を築いたとリップシュタットに気付かせる。記者会見の場でリップシュタットは、そんな彼女の法律チームの姿勢を賞賛するのだった。

## キャスト
※括弧内は日本語吹替
- デボラ・E・リップシュタット（英語版） - レイチェル・ワイズ（田中敦子）： 大学教授
- リチャード・ランプトン（英語版） - トム・ウィルキンソン（菅生隆之）： 法廷弁護士
- デイヴィッド・アーヴィング - ティモシー・スポール（宝亀克寿）
- アンソニー・ジュリアス（英語版） - アンドリュー・スコット（水越健）： 事務弁護士
- ジェームズ・リブソン - ジャック・ロウデン（峰晃弘）： 事務弁護士補助
- ローラ・タイラー - カレン・ピストリアス（英語版）： 事務弁護士補助
- サー・チャールズ・グレイ（英語版）判事 - アレックス・ジェニングス（英語版）
- ロベルト・ヤン・ファン・ペルト（英語版） - マーク・ゲイティス： ホロコースト学者
- レオニー - アンドレア・デック（英語版）
- メグ - サリー・メシャム[注釈 5]
- リチャード・J・エヴァンス（英語版）教授 - ジョン・セッションズ（英語版）： リップシュタットチームの検証メンバー
- リリー・ホルブルック - ニキ・アムカ＝バード（英語版）
- ヴェラ・ライヒ - ハリエット・ウォルター（英語版）： ホロコースト生還者

## 製作
2015年4月、ヒラリー・スワンクとトム・ウィルキンソンが、デボラ・E・リップシュタットの『否定と肯定 ホロコーストの真実をめぐる戦い』を原作とする映画へ出演することが分かった。この時点で、ミック・ジャクソンが監督、ゲイリー・フォスターとラス・クラスノフが製作を担当し、クラスノフ/フォスター・エンターテインメント、シューボックス・フィルムズが作品を手がけると発表された。またパーティシパント・メディア、BBCフィルムズの資金提供も明らかにされた。2015年11月には、スワンクに代わってレイチェル・ワイズの出演が決まり、ティモシー・スポールの参加とブリーカー・ストリートによる配給が決定した。2015年12月には、アンドリュー・スコット、ジャック・ロウデン、カレン・ピストリアス、アレックス・ジェニングス、ハリエット・ウォルターの追加出演が明らかになった。またハワード・ショアが映画音楽を担当した。

### 撮影
主要撮影は2015年12月に始まり、翌2016年1月末に完了した。撮影はロンドンとポーランドのアウシュヴィッツ＝ビルケナウ強制収容所で行われた。

## 封切り
映画は2016年9月11日に、トロント国際映画祭でワールドプレミアを迎えた。また2016年9月30日にアメリカ合衆国で限定公開され、イギリスでは2017年1月27日に公開された。日本ではツインが配給権を獲得し、2017年12月8日に公開日が設定された。

## 反応

### 批評家の反応
批評家からは概ね好評を得た。映画批評サイト・Rotten Tomatoesでは、150件のレビューに基づき、83%支持、平均点数6.8点（10点満点）となっている。Metacriticでは、34件のレビューに基づき63点が付けられている。

### 賞レース
| 映画賞                                                        | 授賞式開催日  | 部門                                                          | 対象                                                       | 結果       |
| ------------------------------------------------------------- | ------------- | ------------------------------------------------------------- | ---------------------------------------------------------- | ---------- |
| AARP年間成人向け映画賞 AARP Annual Movies for Grownups Awards | 2017年2月6日  | 助演男優賞 Best Supporting Actor                              | ティモシー・スポール                                       | ノミネート |
| 第70回英国アカデミー賞 British Academy Film Awards            | 2017年2月12日 | 英国アカデミー賞 英国作品賞 BAFTA Award for Best British Film | ゲイリー・フォスター、デヴィッド・ヘアー、ラス・クラスノフ | ノミネート |